# Mina i el món dels somnis
Mina i el món dels somnis (en el danès original, Drømmebyggerne) és una pel·lícula d'animació danesa de 2020. Està dirigida per Kim Hagen Jensen i Tonni Zick. Es va estrenar el 31 de juliol de 2020. Ha estat doblada al català.

## Argument
La vida de la Mina es capgira quan la nova nòvia del seu pare, l'Helena, i la seva filla Jenny, amb la qual no es porta bé, es muden a casa seva. Una nit, la Mina descobreix el món dels somnis, on hi ha uns constructors que s'encarreguen de crear-los. La Mina comença a manipular els somnis de la Jenny, però això comporta unes conseqüències terribles i la Jenny es queda atrapada sense poder despertar.